# Bobby Adekanye
Omobolaji Habeeb Adekanye, detto Bobby (Ibadan, 17 agosto 1999), è un calciatore olandese, attaccante del Manisa.

## Caratteristiche tecniche
Mancino, è un'ala offensiva molto veloce ed abile nel dribbling.

## Carriera

### Club

#### Inizi
Cresciuto nel settore giovanile dell'Ajax, nel 2011 è stato al centro di uno scandalo a seguito del suo passaggio al Barcellona, con il club spagnolo che non ha rispettato le norme FIFA relative al tesseramento di calciatori minorenni.
Passato nel 2015 al Liverpool, nel 2017 è stato vittima di episodi di razzismo da parte dei tifosi dello Spartak Mosca nel corso di un match di UEFA Youth League.

#### Lazio e prestiti al Cadice, all'ADO Den Haag e al Crotone
Il 3 luglio 2019 passa a titolo definitivo alla Lazio. Il 22 agosto il trasferimento diventa definitivo a seguito dell'autorizzazione della FIFA. Esordisce fra i professionisti il 19 settembre seguente, disputando l'incontro di Europa League perso per 2-1 in casa del CFR Cluj. La settimana seguente debutta anche in Serie A, giocando gli ultimi minuti del match casalingo vinto per 4-0 contro il Genoa. Il 28 novembre gioca per la prima volta da titolare tra i professionisti in Europa League, nella partita vinta per 1-0 in casa contro il CFR Cluj. Il 2 febbraio 2020, alla terza apparizione in Serie A, sigla il suo primo gol da professionista nella vittoriosa gara contro la SPAL (5-1) su assist di Manuel Lazzari.
Il 5 ottobre 2020 viene ceduto al Cadice in prestito annuale. Non avendo il calciatore trovato spazio in squadra, il 26 gennaio 2021 la Lazio ne rescinde il prestito e due giorni dopo lo cede nuovamente a titolo temporaneo, questa volta all'ADO Den Haag  facendo così ritorno in Olanda. Segna il suo primo gol in Eredivisie il 13 febbraio nel 2-2 con il PSV; con 2 gol segnati in 14 presenze non riesce ad evitare la retrocessione del club.
A fine prestito fa ritorno alla Lazio, in cui resta ai margini della rosa, senza mai venire impiegato, sino al 30 gennaio 2022, giorno in cui viene ceduto in prestito al Crotone.

#### Go Ahead Eagles
Il 21 giugno 2022 viene annunciato dai Go Ahead Eagles, squadra olandese che milita nel campionato di Eredivisie, alla quale si lega a titolo definitivo con un contratto fino al 2024.

## Statistiche

### Presenze e reti nei club
Statistiche aggiornate al 6 ottobre 2024.
| Stagione               | Squadra                | Campionato             | Campionato | Campionato | Coppe nazionali | Coppe nazionali | Coppe nazionali | Coppe continentali | Coppe continentali | Coppe continentali | Altre coppe | Altre coppe | Altre coppe | Totale | Totale | Totale |
| Stagione               | Squadra                | Comp                   | Pres       | Reti       | Comp            | Pres            | Reti            | Comp               | Pres               | Reti               | Comp        | Pres        | Reti        | Pres   | Reti   |        |
| ---------------------- | ---------------------- | ---------------------- | ---------- | ---------- | --------------- | --------------- | --------------- | ------------------ | ------------------ | ------------------ | ----------- | ----------- | ----------- | ------ | ------ | ------ |
| 2019-2020              | Lazio                  | A                      | 11         | 1          | CI              | 1               | 0               | UEL                | 3                  | 0                  | SI          | 0           | 0           | 15     | 1      |        |
| ago.-set. 2020         | Lazio                  | A                      | 0          | 0          | CI              | 0               | 0               | UCL                | 0                  | 0                  | -           | -           | -           | 0      | 0      |        |
| ott. 2020-gen. 2021    | Cadice                 | PD                     | 3          | 0          | CR              | 2               | 0               | -                  | -                  | -                  | -           | -           | -           | 5      | 0      |        |
| gen.-giu. 2021         | ADO Den Haag           | ED                     | 14         | 2          | CO              | 0               | 0               | -                  | -                  | -                  | -           | -           | -           | 14     | 2      |        |
| 2021-gen. 2022         | Lazio                  | A                      | 0          | 0          | CI              | 0               | 0               | UEL                | 0                  | 0                  | -           | -           | -           | 0      | 0      |        |
| Totale Lazio           | Totale Lazio           | Totale Lazio           | 11         | 1          |                 | 1               | 0               |                    | 3                  | 0                  |             | -           | -           | 15     | 1      |        |
| gen.-giu. 2022         | Crotone                | B                      | 4          | 0          | CI              | 0               | 0               | -                  | -                  | -                  | -           | -           | -           | 4      | 0      |        |
| 2022-2023              | Go Ahead Eagles        | ED                     | 31         | 6          | CO              | 2               | 0               | -                  | -                  | -                  | -           | -           | -           | 33     | 6      |        |
| 2023-2024              | Go Ahead Eagles        | ED                     | 30         | 0          | CO              | 2               | 0               | -                  | -                  | -                  | -           | -           | -           | 32     | 0      |        |
| 2024-2025              | Go Ahead Eagles        | ED                     | 8          | 1          | CO              | 0               | 0               | UECL               | 2                  | 0                  | -           | -           | -           | 10     | 1      |        |
| Totale Go Ahead Eagles | Totale Go Ahead Eagles | Totale Go Ahead Eagles | 69         | 7          |                 | 4               | 0               |                    | 2                  | 0                  |             | -           | -           | 75     | 7      |        |
| Totale carriera        | Totale carriera        | Totale carriera        | 101        | 10         |                 | 7               | 0               |                    | 5                  | 0                  |             | -           | -           | 113    | 10     |        |

## Palmarès

### Club

#### Competizioni nazionali
- Supercoppa italiana: 1

Lazio: 2019